# Tollfarkú erszényesegér
A tollfarkú erszényesegér, vagy más néven ecsetfarkú erszényesegér (Distoechurus pennatus) az emlősök (Mammalia) osztályába, azon belül az erszényesek (Marsupialia) alosztályágába és a Diprotodontia rendbe tartozó  tollfarkú erszényesek (Acrobatidae) családjába tartozó Distoechurus nem egyetlen faja.

## Megjelenése
Testhossza 10-13 centiméter, farokhossza 13-16 centiméter, testtömege 38-62 gramm.
Puha, gyapjas szőre szürke színű, kivéve fehér arcát, melyen kettő kete sáv látható. Szemei nagyok, fülei kicsik és szőrtelenek.
Jellegzetes bélyege, melyről nevét is kapta, mindkét oldalán sűrűn szőrözött farka.
Közeli rokonával az oposszumegérrel ellentétben nincs repülőhártyája.

## Elterjedése
Új-Guinea szigetén él, a sziget indonéz és pápua új-guineai felén is előfordul.
Síkvidéki és hegyvidéki esőerdőkben honos.

## Életmódja
Éjjel aktív faj. Nappali pihenője idejére fészket készít levelekből faodvakba.
Nektárral, cukortartalmú növényi nedvekkel, gyümölcsökkel és kis rovarokkal táplálkozik.

## Szaporodása
Szaporodási szokásai alig ismertek. 
A legidősebb fogságban tartott egyed 20 hónapig élt, de a szabad természetben valószínűleg jóval kevesebb ideig élnek az egyedek.

## Fordítás
- Ez a szócikk részben vagy egészben  a   Federschwanzbeutler című német Wikipédia-szócikk fordításán alapul.  Az eredeti cikk szerkesztőit annak laptörténete sorolja fel. Ez a jelzés csupán a megfogalmazás eredetét és a szerzői jogokat jelzi, nem szolgál a cikkben szereplő információk forrásmegjelöléseként.